# Cyclamen pseudibericum
Cyclamen pseudibericum is een soort uit het Amanus en Anti-Taurus gebergte van Zuid-Turkije, waar hij in 1901 gevonden werd. Daarna werd hij niet meer teruggezien tot Oleg Polunin hem terugvond in 1957.

## Kenmerken
Deze cyclaam lijkt op een grotere versie van Cyclamen elegans.
De midden- tot donkerroze bloemen hebben een kastanjebruine vlek aan de mond en een witte keel. De bloemen verspreiden een aangenaam viooltjesparfum.
Zoals bij Cyclamen coum verschijnt blad in de herfst. De sterk getande bladeren zijn hartvormig, donkergroen met een grijsachtig motief.
De sterkere f. roseum, gevonden in Dörtyol in 1966, heeft lichtroze tot bijna witte bloemen.

## Hybrides
Cyclamen ×schwarzii Grey-Wilson is een fertiele hybride Cyclamen pseudibericum × Cyclamen libanoticum. Deze hybride kan terugkruisen met een van de ouders. Volgens Grey-Wilson zouden sommige Cyclamen pseudibericum f. roseum in feite Cyclamen ×schwarzii kunnen zijn of terugkruisingen ervan.

## Kweek
Cyclamen pseudibericum is matig winterhard en moet hier dus op een beschutte plaats of in koude kas worden geplant. Hij bloeit van januari tot maart.

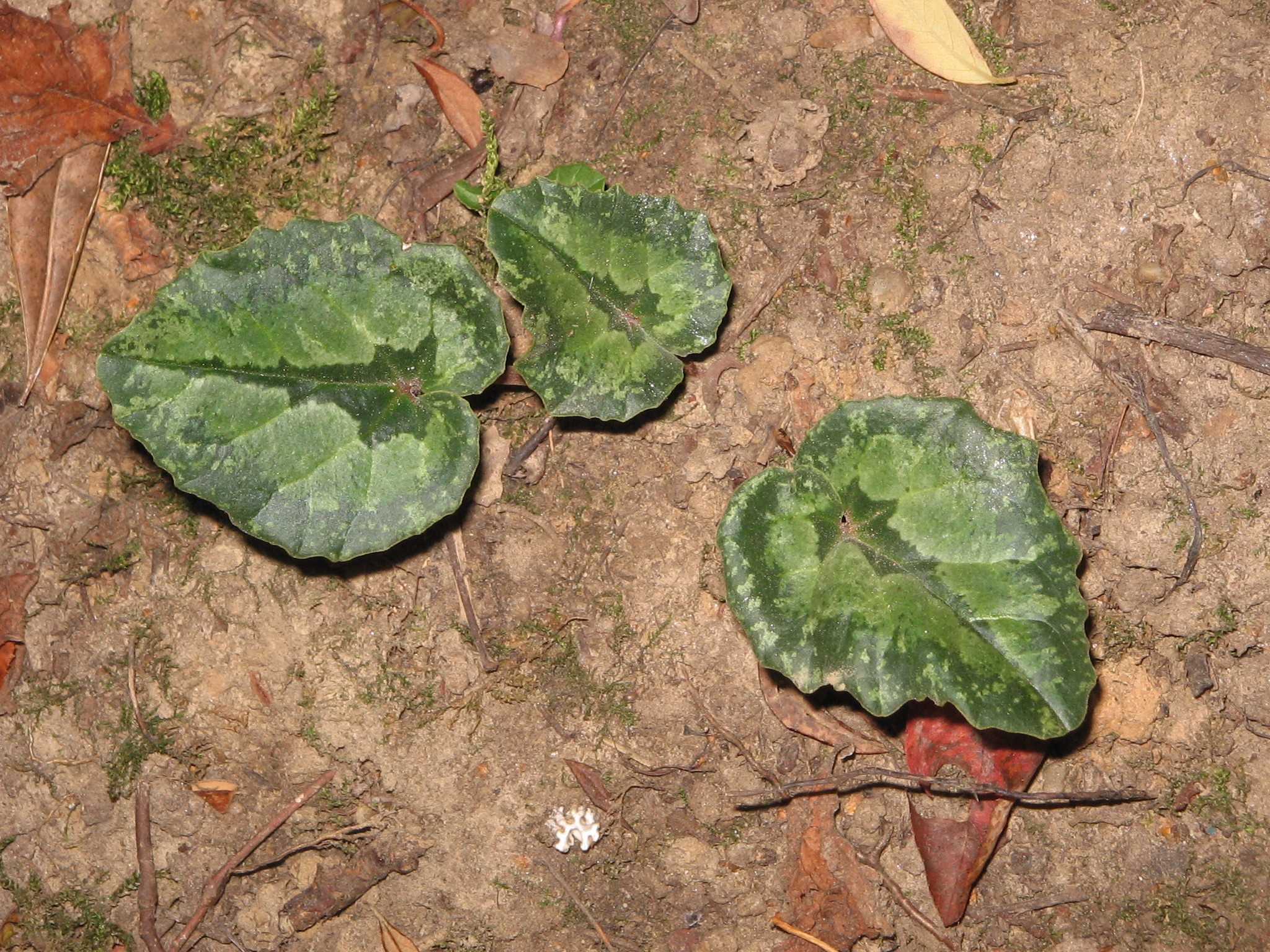
Blad in de herfst
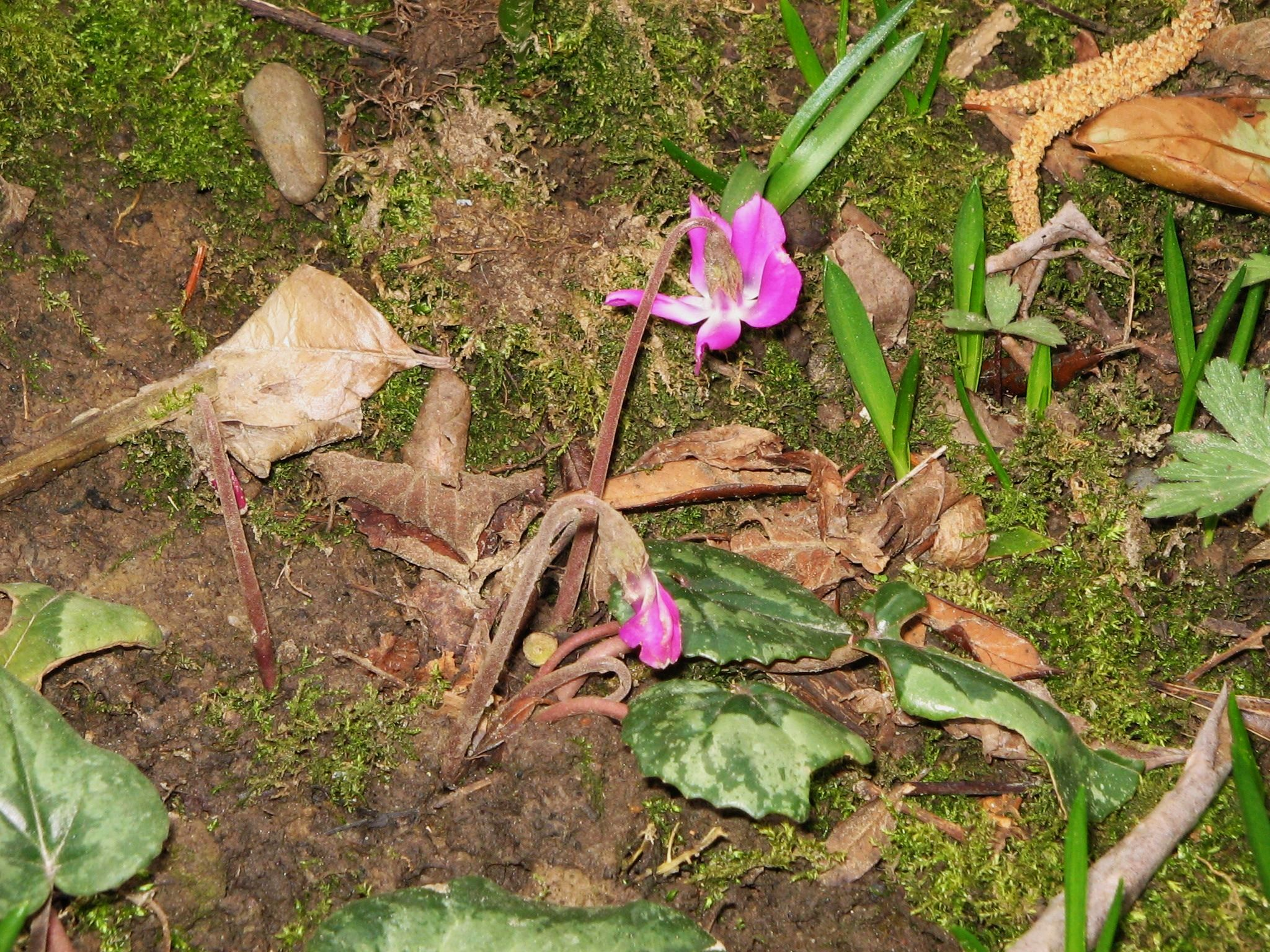
Opening van de bloemen
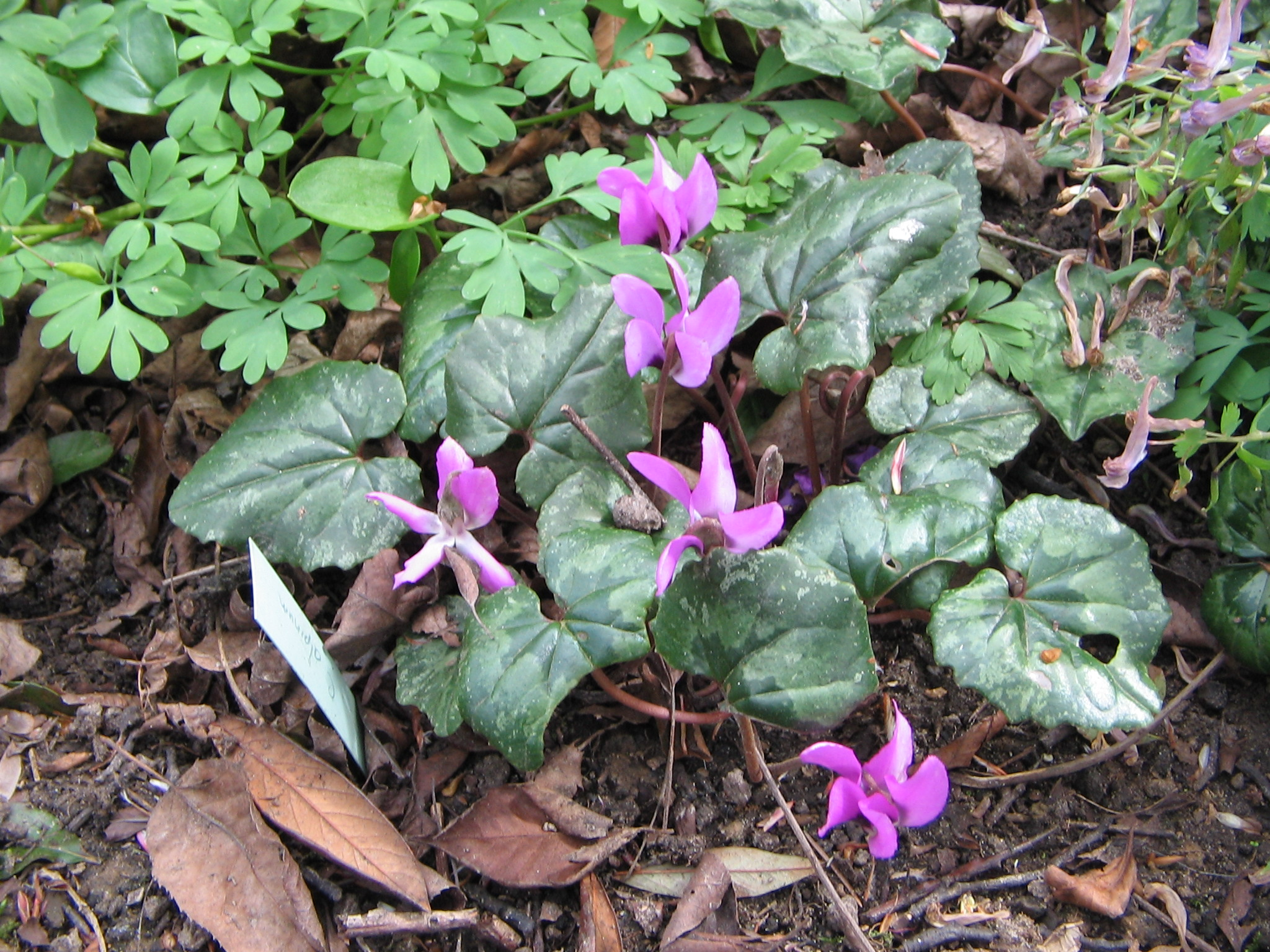
In bloei
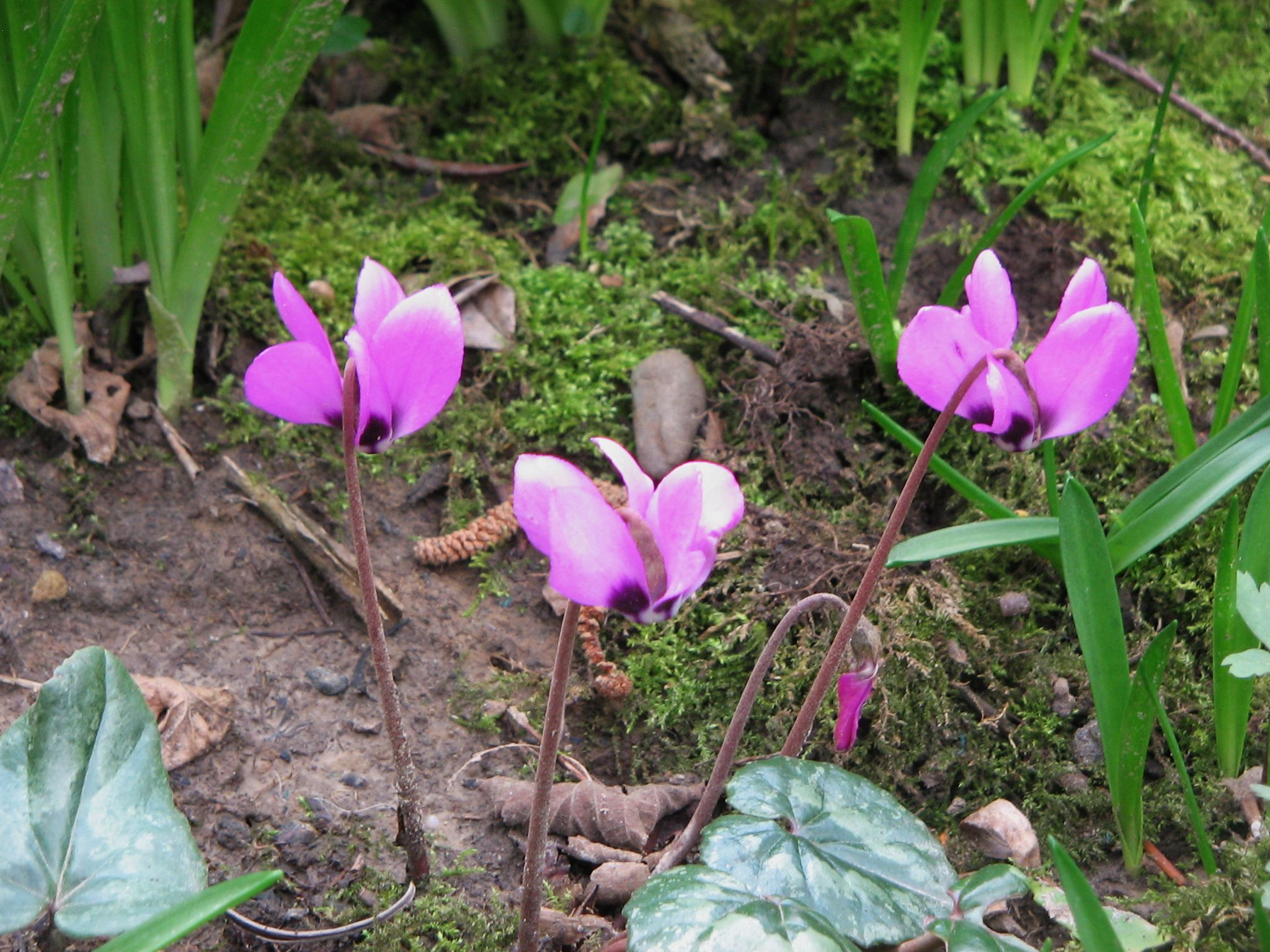
In bloei
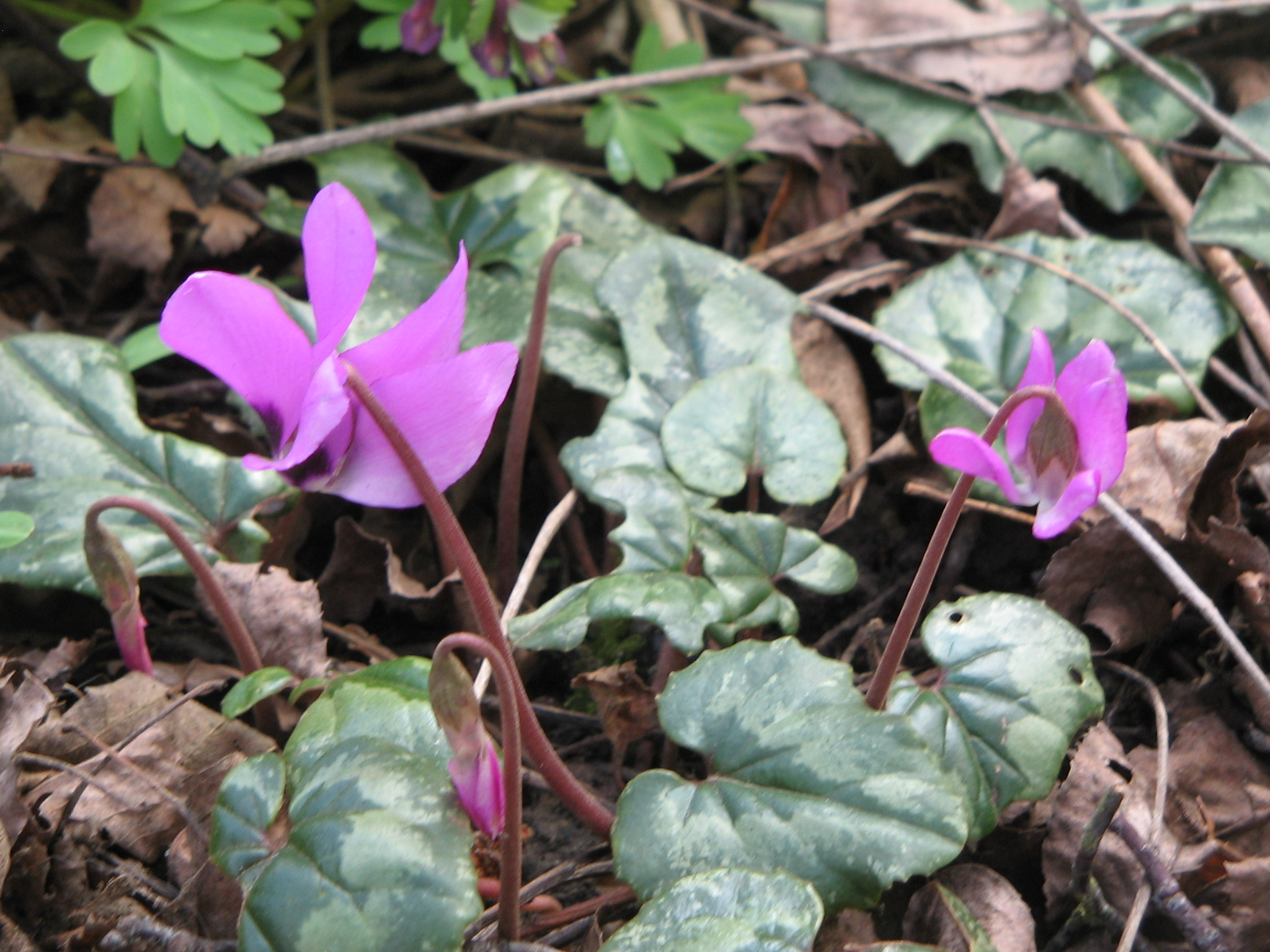
Bladeren en bloemen
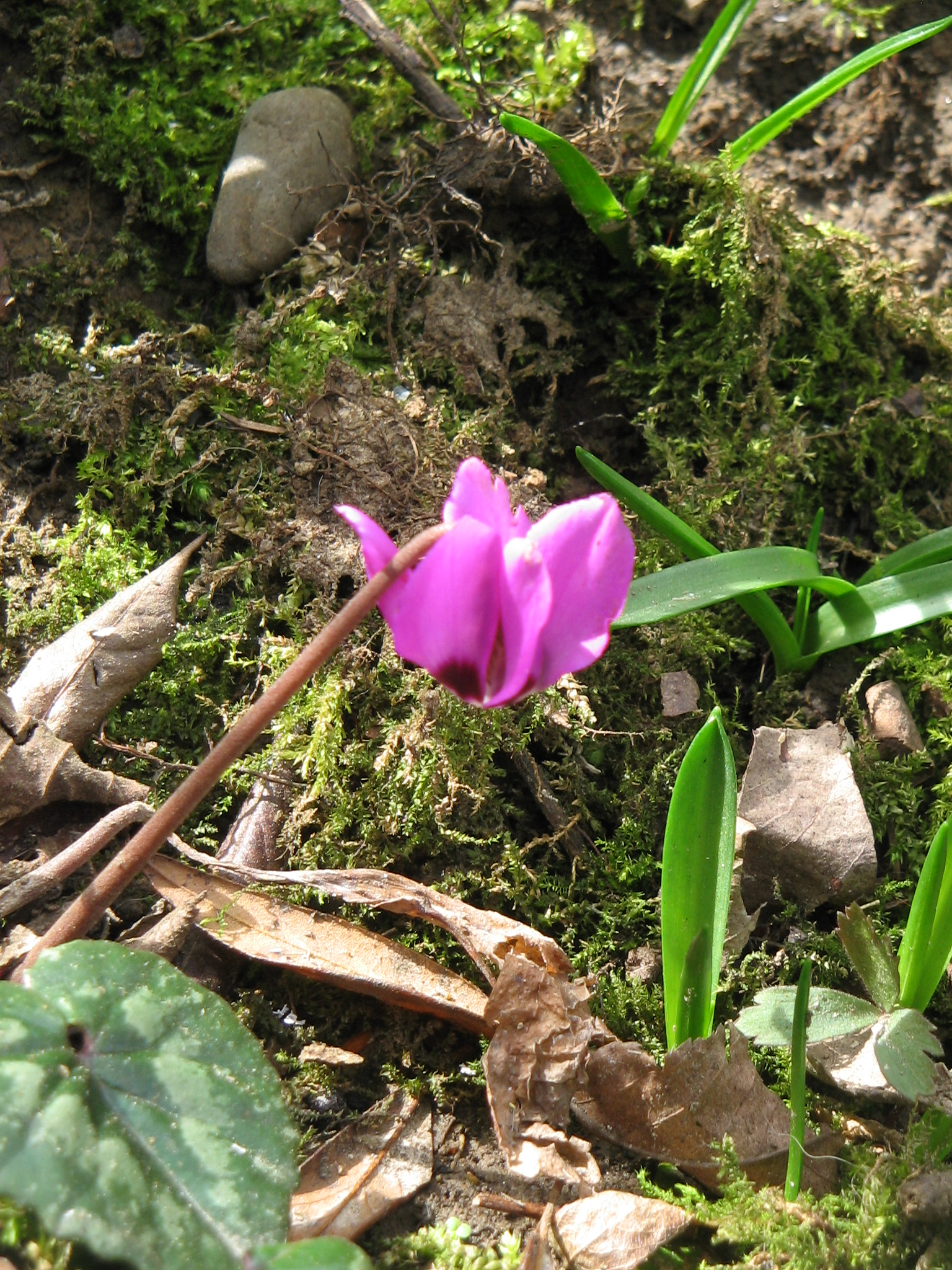
Close-up van de bloem
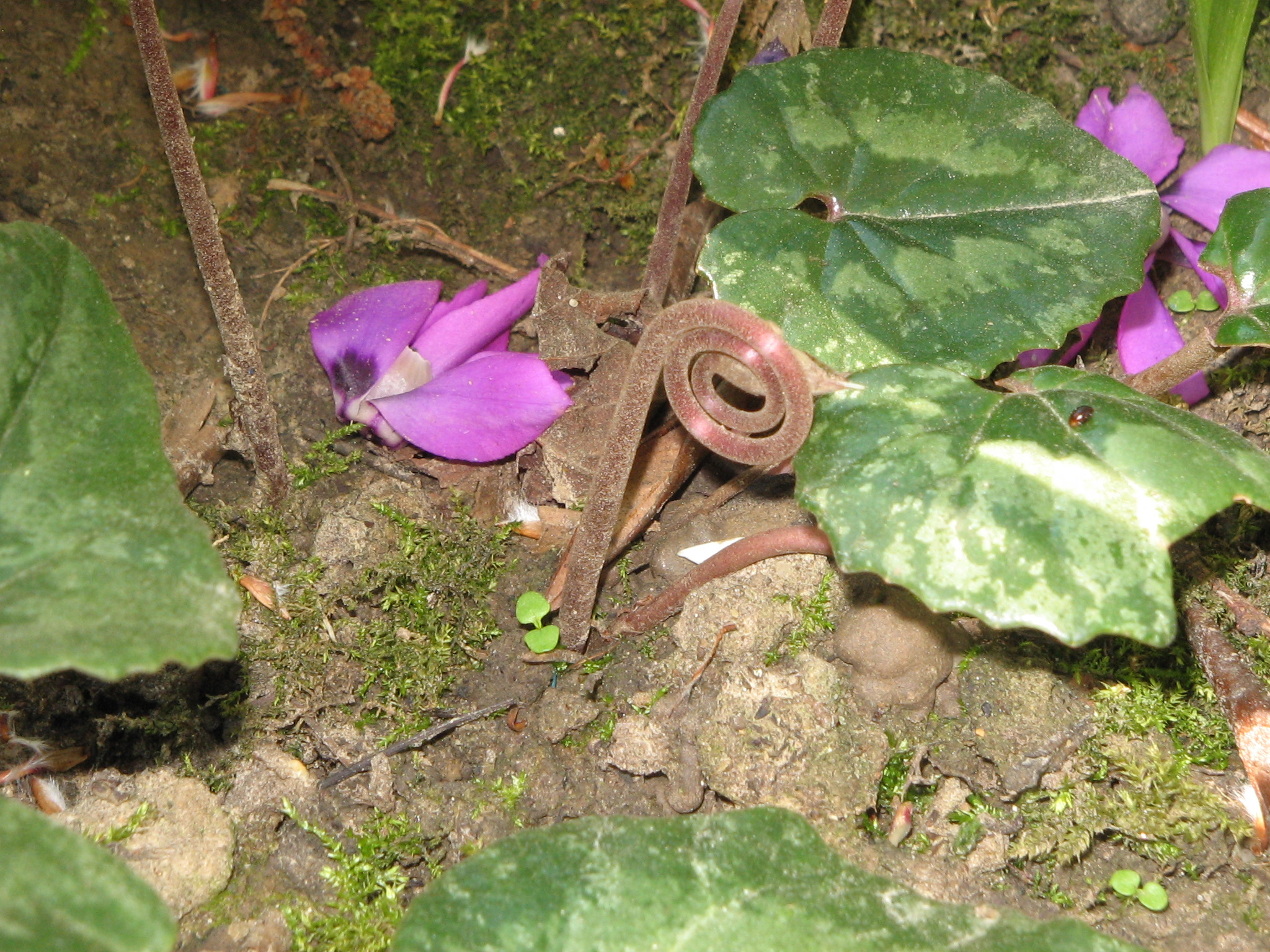
Na de bestuiving
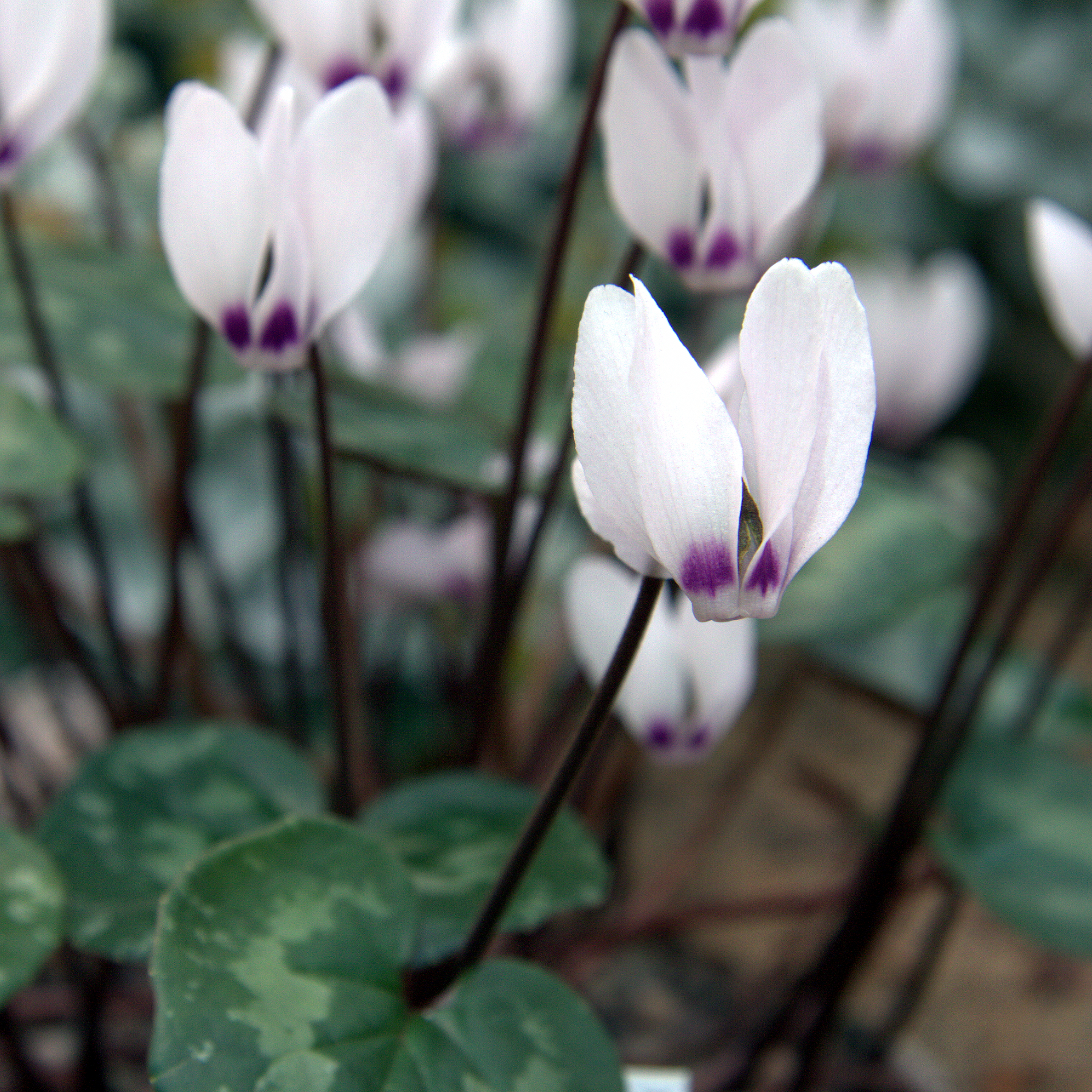
Cyclamen pseudibericum f. roseum in de botanische tuin van Göteborg

## Referentie
1. ↑  Christopher Grey-Wilson. Cyclamen - A guide for gardeners, horticulturists and botanists, Timber Press, 1997 - ISBN 978-0-881-92587-6